# Інститут свинарства і агропромислового виробництва НААН України
Інститут свинарства і агропромислового виробництва Національної академії аграрних наук України — головна українська наукова установа, що визначає та розробляє перспективні напрями розвитку, координує та здійснює методичне керівництво науково-дослідними роботами з свинарства. Інститут є головним селекційним центром свинарства в Україні з єдиною в країні Станцією контрольної відгодівлі свиней.

## Розташування
Інститут свинарства і агропромислового виробництва НААНУ розташований на північно-східній околиці Полтави на території Державного історико-культурного заповідника «Поле Полтавської битви» за адресою Полтава, вул. Шведська Могила, 1.
Головний корпус, у якому нині функціонує інститут, — пам'ятка архітектури й містобудування місцевого значення друга «Будівля церковно-учительської школи» (1904). 
Перше приміщення школи було побудоване на землі, яку пожертвувала для цієї мети доброчинниця  М. К. Прохорова. Учительська рада при Синоді виділила на будівництво школи 15 тисяч карбованців, а ще 19,2 тис. карбованців були взяті з «капіталу Й. С. Судієнка». 17 жовтня 1899 року в 2-поверховій новобудові було відкрито Олександро-Миколаївську трикласну церковно-учительську школу (семінарію), призначену для підготовки вчителів церковнопарафіяльних шкіл. Але це приміщення було замале для діяльності школи. Тому в 1902 р. у вдови полковника поміщиці Віри Ельяшевич купили ділянку ≈6,5 га, розміщену між старою школою та Зіньківською дорогою. 07.11.1904 була  освячена нова триповерхова цегляна будівля, яка могла вмістити 100 учнів. Архітектором був С.В. Носов, що проектував і музей Полтавської битви. В будівлі розташовувалися не тільки класи, але й квартири вчителів. Перший будинок був переданий для учнів зразкової церковно-парафіяльної 5-річної початкової школи, в якій семінаристи проходили педагогічну практику.  У 1918 році церковно-учительська школа була реорганізована в учительську семінарію імені Бориса Грінченка з чотирирічним курсом навчання. Викладання в ній велось українською мовою.
Після захоплення у 1920 році Полтави більшовиками семінарія переїхала до Біликів.А приміщення перейшло в підпорядкування губернського карального відділу губернського відділу юстиції (Губюсту ВЧК), реорганізованого в жовтні 1921 року в губернський виправно-трудовий відділ. Будинок учительської семінарії надалі використовувався для обслуговчого персоналу, а згодом будівля семінарії перейшла до 1-го дитячого містечка — тут було розміщено основну масу безпритульних дітей. Це була установа закритого типу, в якій виховувалися так звані «дефектні діти», в тому числі й з інших регіонів, котрі потрапили до Полтави в роки війни та голоду 1923 року. На початку 1930-х років цей заклад був реорганізований у дитячий будинок, а згодом у чотирирічну школу.

## Історія Інституту
Полтавський інститут свинарства був заснований Всесоюзною академією сільськогосподарських наук імені Леніна (ВАСГНІЛ) у серпні 1930 року на базі зоотехнічного факультету і факультету індустріалізації сільського господарства Полтавського сільськогосподарського інституту як Всесоюзний науково-дослідний інститут свинарства (Наказ Народного Комісаріату землеробства СРСР за № 156 від 10 липня 1930 року). До складу інституту увійшла Полтавська зоотехнічна дослідна станція Українського інституту експериментальної зоотехнії і мережа відповідних спеціалізованих наукових закладів. На момент організації інституту його адміністративним і науковим керівником був видний науковець в галузі свинарства професор О. П. Бондаренко, але вже з 1 серпня 1930 року адміністративним директором був призначений Ф. П. Денисенко, а професор Бондаренко обійняв посаду заступника директора з наукової роботи. До 1934 року інститут знаходився у підпорядкуванні ВАСГНІЛ, а з 1934 року відповідно до Постанови Раднаркому СРСР від 16 липня 1934 року він був переведений у підпорядкування Наркомземлерадгоспів СРСР.
У довоєнний період науковий колектив інституту, під методичним керівництвом талановитого дослідника професора Бондаренка, заклав основу зоотехніки в галузі вдосконалення місцевих генотипів свиней. Селекційна робота завершилася реєстрацією у 1940 році окремої Миргородської породи свиней, яка стала однією з районованих в Україні. Крім того, в інституті на чолі з академіком О. В. Квасницьким здійснені фундаментальні дослідження з фізіології травлення у свиней, результати яких стали теоретичною основою для подальшої розробки оптимальних норм годівлі. Одночасно проводились дослідження з питань годівлі, основою яких були експерименти з використанням оригінальної респіраторної камери. За розробку способу дріжджування кормів професор Б. Г. Левицький у 1936 році був нагороджений орденом Леніна.
У 1944 році Всесоюзний НДІ свинарства було перейменовано в Полтавський науково-дослідний інститут свинарства з виконанням функцій головного координатора наукових досліджень у галузі свинарства СРСР. На базі наукових досліджень довоєнних років у повоєнний період в інституті продовжувались і закладались роботи як фундаментального, так і прикладного характеру в галузі свинарства. У 1950 році О. В. Квасницьким вперше у світі одержані хірургічним способом поросята-трансплантати. Дещо пізніше він же розробив і впровадив в широку виробничу практику технологію фракційного методу штучного осіменіння свиней.
Науковцями інституту разом з вченими інших наукових і вищих навчальних закладів, а також селекціонерами племінних господарств в 1970-х роках створено й апробовано полтавський заводський тип м'ясних свиней (ПМ-1), який став основою багатьох нових українських порід свиней. В 1980 році за наукові розробки та широке впровадження досягнень у галузеву практику інститут нагороджено орденом «Знак Пошани».
В незалежній Україні з 1991 року інститут отримав статус Українського науково-дослідного інституту свинарства. У 1993 році підпорядкований Національній академії аграрних наук України. Першим директором інституту з отриманням незалежності України став доктор сільськогосподарських наук, академік УААН двічі лауреат Державної премії України професор В. П. Рибалко.
Постановою Кабінету Міністрів України від 13 липня 2000 року № 1116 інституту присвоєно ім'я академіка О. В. Квасницького.
Селекційні досягнення інституту:
- полтавська м'ясна порода, зареєстрована у 1993 році;
- українська м'ясна порода, зареєстрована у 1993 році;
- червона білопоясна порода, зареєстрована у 2007 році;
- три внутрішньопородних типи у великій білій породі: УВБ-1, 1985 р.; УВБ-2, 1994 р.; УВБ-3, 1993 р.

У 2011 році у зв'язку з оптимізацією мережі наукових установ НААНУ наказом НААН № 156 від 11 липня 2011 року Інститут свинарства імені О. В. Квасницького НААН перейменовано на Інститут свинарства і агропромислового виробництва НААН.

## Основні напрями діяльності, структура
З 27 жовтня 2011 року інститут очолює доктор сільськогосподарських наук Волощук В. М. Станом на 2016 рік кількість співробітників в наукових підрозділах складала 93 особи, в тому числі 51 науковців. З них 8 докторів і 32 кандидати наук, один академік НААН і один член-кореспондент НААНУ, шість професорів, один заслужений діяч науки і техніки, один заслужений зоотехнік України, заслужений винахідник України.
Основні напрями діяльності:
- удосконалення існуючих і створення нових порід, типів, ліній свиней та їх кросів;
- розробка нових фізіологічних, біохімічних та генетичних методів підвищення продуктивності свиней;
- розв'язання проблем кормовиробництва та годівлі, розробка рецептів комбікормів та преміксів, створення нових сортів кормових культур;
- розробка методів корекції відтворної функції свиней, штучне осіменіння;
- розробка засобів діагностики інфекційних захворювань свиней та захисту від них;
- розробка проектів будівництва і реконструкції свиноферм, технології їх виробництва, систем кормозабезпечення тощо;
- пропаганда наукових досягнень та передового досвіду.

До структури інституту входять:
- Полтавська державна сільськогосподарська дослідна станція імені М. І. Вавілова;
- Експериментальна база «Надія»;
- Дослідне господарство імені Декабристів;
- Дослідне господарство «Степне»;
- Дослідне господарство імені 9 січня.